# نموذج نوعي

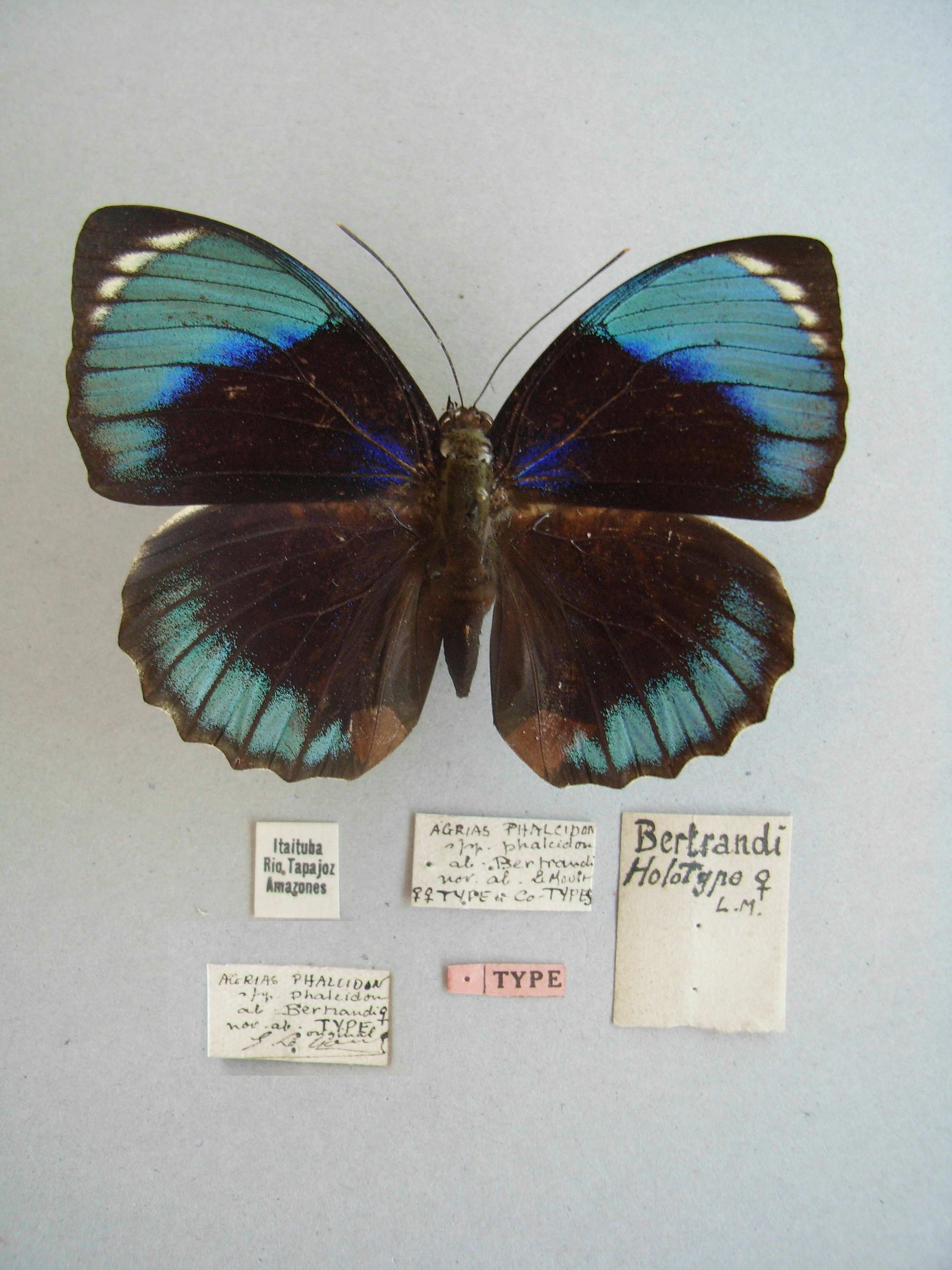
النموذج النوعي لجنس فراشة بارتراندي.

النموذج النوعي (بالإنجليزية: Holotype)‏ هو مثال فيزيائي واحد (أو توضيح) لكائن ما استُخدم أثناء وصف جنس (أو أصنوفة أقل رتبة) سابقا. قد يكون مثالا فيزيائيا مفردا أو واحدا من عدة أمثلة محددة بشكل صريح على أنها نموذج نوعي. ينص القانون الدولي للتسمية الحيوانية (ICZN) أن النموذج النوعي هو أحد الأنواع العديد للنماذج الحاملة للاسم. في القانون الدولي لتسمية الطحالب والفطريات والنباتات (ICN) تعريف الأنواع مماثل في النية لكن غير متماثل في الاصطلاح أو المفهوم الأساسي.
على سبيل المثال النموذج النوعي لفراشة بليبيجوس إداس هو نموذج محفوظ لذلك الجنس في متحف علم الحيوان المقارن في جامعة هارفرد. النموذج المعياري (isotype ) هي نسخة طبق الأصل للنموذج النوعي وتصنع عادة للنباتات، أي أن النموذج النوعي والقياسي هي عادة نماذج لنفس أفراد النبات أو عينات من نفس التجمع.
النموذج النوعي ليس بالضرورة أن يكون "نموذجي"، رغم أنه من المفترض أن يكون كذلك. في بعض الأحيان مجرد قطعٍ من الكائن يمكن أن تكون نموذجا نوعيا، خاصة في حالة المستحاثات. على سبيل المثال النموذج النوعي لبيلوروصور هميروكرستاتوس (دوريتيتان) وهو ديناصور عشبي كبير من العصر الجوراسي المبكر، عبارة عن مستحتثة عظمة ساق مخزنة في متحف التاريخ الطبيعي في لندن. حتى لو عُثر على نموذج أفضل لا يمكن أن يحل محل النموذج النوعي.